# Heinrich Krefting

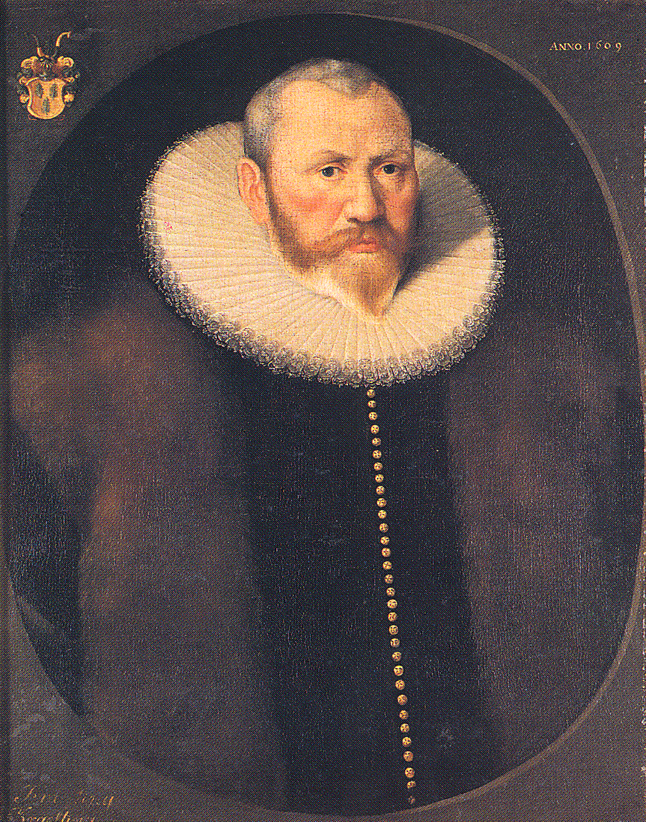
Porträt von Heinrich Krefting aus dem Jahr 1609

Heinrich Krefting (* 5. Oktober 1562 in Bremen; † 1. August 1611 in Bremen) war ein deutscher Rechtswissenschaftler und bremischer Politiker.

## Biografie

### Ausbildung und Beruf
Krefting wurde als drittes Kind des Kaufmannes Hermann Krefting (1528–1607) und dessen Ehefrau Catherina Velthusen (1533–1594) geboren. Er war damit ein Enkel von Heinrich Krechting (1501–1580), einem der Führer der Täuferbewegung. Nach dem Besuch der Lateinschule studierte Krefting ab 1580 an der protestantischen Universität Wittenberg die Rechtswissenschaften. 1585 immatrikulierte er sich an der lutherisch bestimmten Universität Jena und war ab 1586 an der zu dieser Zeit wieder calvinistisch bestimmten Universität Heidelberg eingeschrieben. 1587 erwarb er das Licentiat und wurde ein Jahr später an das Heidelberger Hofgericht auf eine der dortigen Licentiatsstellen berufen. Am 13. Januar 1589 wurde er als Professor Institutionem auf einer im August 1588 freigewordenen Stelle der Universität bestätigt. Am 14. Mai 1589 wurde er auch auf der Stelle des Anfang des Jahres vakant gewordenen Professor Pandectarium Hippolytus a Collibus vom Hof bestätigt. Bereits 1590 verzichtete er auf seine Professuren, da er eine Stelle in Bremen in Aussicht habe. Er war allerdings gehalten, seine Dienstzeit noch bis 1591 einzuhalten.

### Wirken in Bremen
Am 4. Dezember 1591 wurde Krefting als Nachfolger des zum Bürgermeister gewordenen Johann (VII.) Esich in den Bremer Rat gewählt. Am 30. August 1605 wurde Krefting selbst Bürgermeister. Er war außerdem Vorsteher des St.-Remberti-Stifts.
Besondere Bedeutung hatte Krefting im Zusammenhang mit dem Versuch, das Bremer Stadtrecht neu zu gestalten. Bereits 1590 verfasste er eine Dispositio et Commentatio statutorum reipublicae Bremensis, die er wahrscheinlich in Abschrift seiner Bewerbung um die Ratsmitgliedschaft beifügte. Erhalten von diesem Werk sind nicht die Originalschrift, wohl aber 22 Abschriften und ein Druck. In diesem Werk setzte er sich bereits für eine Reformierung des spätestens seit dem sogenannten Aufstand der 104 Männer von 1530 bis 1532 als überarbeitungsbedürftig erachteten Stadtrechtes ein.
Die erste konkrete Einwirkung auf das Stadtrecht stellte die Verbesserung der strafrechtlichen Bestimmungen im Stadtrecht und die hiermit verbundene Angleichung an die Constitutio Criminalis Carolina von 1532 dar. Krefting zielte auf eine vollständige Überarbeitung und Neugliederung des Stadtrechtes von 1433. Diese Fassung des Stadtrechtes fußte noch weitgehend auf der ursprünglichen Stadtrechtskodifikation von 1303. Im Rat bestanden allerdings starke Vorbehalte gegen eine Neugestaltung des Stadtrechtes. Vertreter der Gegenansicht wollten keine vollständige Neugestaltung, sondern nur eine Reformierung der überarbeitungswürdigen Teile des überarbeiteten Stadtrechtes. Trotzdem konnte sich Krefting zunächst durchsetzen; es kam zu einem ersten Entwurf eines Verbeterden Stadtbooks. In den Verhandlungen der Wittheit (dem Rat und den Bürgermeistern) wurde schließlich der Bürgerausschuss, zunächst nur der guten Form halber, einbezogen. Dieser bestand allerdings auf getrennte Beratungen nach Kirchspielen. Konnte sich Krefting zuvor noch in weiten Teilen in der Wittheit selbst durchsetzen, zog der Rat aber den ersten Entwurf nach dem Widerstand der Bürgerschaft zurück. Krefting verfasste daraufhin gemeinsam mit Johann Almers eine Glosse zur Reform des bremischen Rechts. In dieser 1608 fertiggestellten Glosse strebte er nicht mehr eine Neugestaltung auf Basis der moderneren Entwicklungen des Gemeinen Rechts an, sondern beschränkte sich auf aus seiner Sicht besonders überarbeitungswürdige Regelungen. Die weitere Reform geriet durch den Tod Kreftings und das Ausscheiden Almers bis auf weiteres ins Stocken.
Krefting verfasste anonym auf Lateinisch die erste Beschreibung Bremens und seiner Landgebiete  in der 1605 durch Wilhelm Dilich veröffentlichten sogen. Dilich-Chronik.